# Integración (revista)
Integración es una revista que busca integrar a la comunidad sino-peruana. Su objetivo es propiciar el encuentro, la cooperación, el liderazgo y el trabajo en conjunto de los integrantes de la comunidad tusán, una de las más numerosas en América Latina.

## Historia
La primera publicación de la revista surge bajo la dirección de Erasmo Wong Lu en diciembre del 2008, como resultado del proceso de crecimiento y maduración del boletín con el mismo nombre, que por ocho años había sido un vehículo de comunicación entre los descendientes de los primeros inmigrantes chinos en el Perú .
En los siglos XIX y XX, el Perú vivió grandes olas migratorias de chinos. Ellos se establecieron en diversas zonas alrededor de todo el país y con el tiempo, sus familias crecieron con descendientes orgullosos tanto por su origen asiático como por sus raíces peruanas. A ellos los conocemos como tusanes. En el Perú, al menos el 10% de la población tiene origen chino, considerando al menos 6 generaciones de descendientes. 

### Principios y Valores
Siendo uno de los medios oficiales de comunicación de la APCH-Asociación Peruano China, busca compartir y preservar los valores y tradiciones ancestrales de la cultura china en el Perú, dentro de sus descendientes, los cuales son:  
- Honrar la palabra.
- Amor al trabajo
- Honestidad
- Respeto a los mayores

### Eventos Anuales Tradicionales
Asimismo, la revista cubre las celebraciones anuales más importantes organizadas por la APCH-Asociación Peruano China, para la participación de toda la comunidad tusán como son:
- La Gran Fiesta del Año Nuevo Chino, de acuerdo al calendario lunar tradicional chino, esta es la celebración más importante y cae entre fines del mes de enero o inicios del mes de febrero.
- Festival de la Luna, también conocido como el Fiesta del medio otoño, que se lleva a cabo a mediados del mes de septiembre y que tiene como razón de ser el propiciar la unión familiar.